# Cry
«Cry» (укр. Плакала) — англомовна версія пісні Плакала українського музичного гурту «KAZKA», що була випущена 21 грудня 2018 року.

## Версії

### Україномовна версія
Пісня спочатку вийшла, як україномовна версія, яка стала найпопулярнішою піснею гурту.

## Опис
Пісня є перекладом своєї україномовної версії. У написанні цієї пісні також взяла участь британська співачка Лора Вайт. .